# Reninge
Reninge é uma vila e deelgemeente belga pertencente ao município de Lo-Reninge. Em 1 de Janeiro de 2006 tinha 1.083 habitantes numa área de 22,90 km².